# Rudolf Kučera (történész)
Rudolf Kučera (Prága, 1947. április 10. – Prága, 2019. január 15.) cseh történész és politológus.

## Életpályája
A hetvenes évek végén építőmunkásként dolgozott, miután a Charta 77-es mozgalommal való együttműködés miatt azonnali hatállyal elbocsátották a Csehszlovák Tudományos Akadémiáról. 1984 végén, a kommunistaellenes ellenállásba bekapcsolódó barátaival együtt megalakította a Střední Evropa (Közép-Európa) című szemlét. Haláláig a Prágai Károly egyetemen tanított.

## Munkássága
Kezdettől fogva a fő témája közé tartozott Közép-Európa; a hibák, amelyek megtörténtek, s melyek végül is Közép-Európa széteséséhez és megszűnéséhez, s Kelet-Európává való átváltozásához vezettek. Emellett természetesen fennállt a kérdés is, vajon és milyen körülmények között lehet majd egyszer a közép-európai régiót feléleszteni, mint a demokratikus Európa alkotóelemét, mely kérdéssel egy következő kérdés függött össze, nevezetesen: mi az, amire Közép-Európa történelméből a jövőben rá lehetne kapcsolódni. Ezeknek az elemzéseknek elengedhetetlen része volt a nemzeti mítoszok és előítéletek kritikai analízise, melyek számottevő hatással voltak Közép-Európa történelmére. Így keletkeztek az egyes fejezetek Közép-Európa történelméből, amelyek először folytatásban jelentek meg a Közép-Európa című szamizdatos szemlében. Később, 1992-ben, ezek könyv formájában is megjelentek a prágai I.S.E. kiadó gondozásában.

## Politikai hitvallása
Rudolf Kučera mindenkor a demokrácia egyik fő mércéjének a kisebbségekhez való viszonyulást tartotta, a nemzetiségiekhez elsősorban, de a politikai, szemléletbeli és egyéb kisebbségekhez is. Vallotta, hogy a demokráciát, csupán mint a pillanatnyi többség uralkodásaként értelmezni mindig áldatlan következményekkel járt. Éppen ebből az álláspontból kiindulva nagyon veszélyesnek tartotta a közép-európai régióban a tisztán nemzeti államok elérésére irányuló igyekezetet. A szerző a kötetben rámutatott arra, hogy az új államok közül, amelyek Közép-Európában keletkeztek, szinte egyik sem a természetes fejlődésnek köszönhetően alakult meg, hanem a háborús események és a nemzetiségi csoportok azután következő erőszakos asszimilációja következményeként. Ezek a nemzetiségi csoportok rövid időn belül csupán nemzetiségi kisebbségekké váltak. Más szóval, az új államok alapjaiban ott volt, kisebb vagy nagyobb mértékben, a győztes többségiek zsarnokoskodása; annak ellenére, hogy a demokrácia megalapozására tettek erőfeszítéseket, közös gyengeségük a kisebbségekhez való viszony volt, melyekben akkor, s tulajdonképpen ma is saját létük veszélyeztetését látják. A szerző véleménye szerint a kisebbségek felé irányuló megromlott viszony a fő oka annak, hogy a közép-európai régió mai államainak többsége nem képes valóban gyümölcsöző középeurópai együttműködésre. Sajnálatos módon, a közép-európai nemzeti államok közti kölcsönös viszony, a mai napig az első és a második világháború utáni történésekkel van megfertőzve.

## Fő művei

### Magyarul olvasható
- Közép-Európa története egy cseh politológus szemével; ford. Mayer Judit, utószó Popély Gyula; Korma Könyvek, Bp., 2008 ISBN 9789638790309

### Csehül olvasható
- Miloslav Vlk, Rudolf Kučera: Stane se Evropa pohanskou? (něm. Wird Europa heidnisch?), vydavatelství Sankt Ulrich, 2000, ISBN 3929246422
- Rudolf Kučera: Duchovní základy rozšiřování EU – civilní kultura pro celou Evropu (Geistige Grundlagen der EU-Erweiterung - zivile Leitkultur für ganz Europa), přednáška v TIFIB, Tábor – Měšice 31. srpna 2002. (dvojjazyčně: německy a česky), Český institut mezinárodního setkávání (TIFIB), Herbia, České Budějovice 2002, ISBN 80-239-1008-6

### Németül olvasható
- Miloslav Vlk, Rudolf Kučera: Wird Europa heidnisch?, Sankt Ulrich Verlag, 2000, ISBN 3929246422
- Rudolf Kučera: Geistige Grundlagen der EU-Erweiterung - zivile Leitkultur für ganz Europa : Vortrag im TIFIB, Tabor - Meschitz am 31. August 2002. (zweisprachig: deutsch und tschechisch), Tschechisches Institut für Internationale Begegnung (TIFIB), Herbia, Böhmisch Budweis 2002, ISBN 80-239-1008-6